# 眼双管跳蛛
眼双管跳蛛（学名：Cyrba ocellata）为跳蛛科双管跳蛛属的动物。分布于索马里、中亚至澳大利亚以及中国大陆的海南等地。